# Église Saint-Jacques de Chaux-Neuve
Pour les articles homonymes, voir Église Saint-Jacques.
L’église Saint-Jacques de Chaux-Neuve est une église du XVIIe siècle, protégée au titre des monuments historiques, située à Chaux-Neuve dans le département français du Doubs.

## Histoire
L'église est construite à la deuxième moitié du XVe siècle et est consacrée le 19 mars 1487 par Monseigneur Henri Potin, évêque de Philadelphie, suffragant de Charles de Neufchâtel, archevêque de Besançon. Elle a été agrandie aux XVIe et XVIIe siècles comme en témoignent les dates inscrites sur l'édifice. La partie la plus récente, le clocher date de 1667.
La fin de la construction initiale serait aux alentours de 1684. La quatrième chapelle droite est datée du XVe siècle, vestige d'une église préexistante. La croix de cimetière est datée 1837. Au début du XXe siècle, le clocher, alors en forme de dôme à l'impériale, subit un incendie
La totalité de l'église fait l’objet d’une inscription au titre des monuments historiques depuis le 8 juin 1926.

## Rattachement
L'église fait partie de la paroisse du Mouthe-Lac-Mont d'Or (Environs de Mouthe) qui est rattachée au diocèse de Besançon.

## Architecture

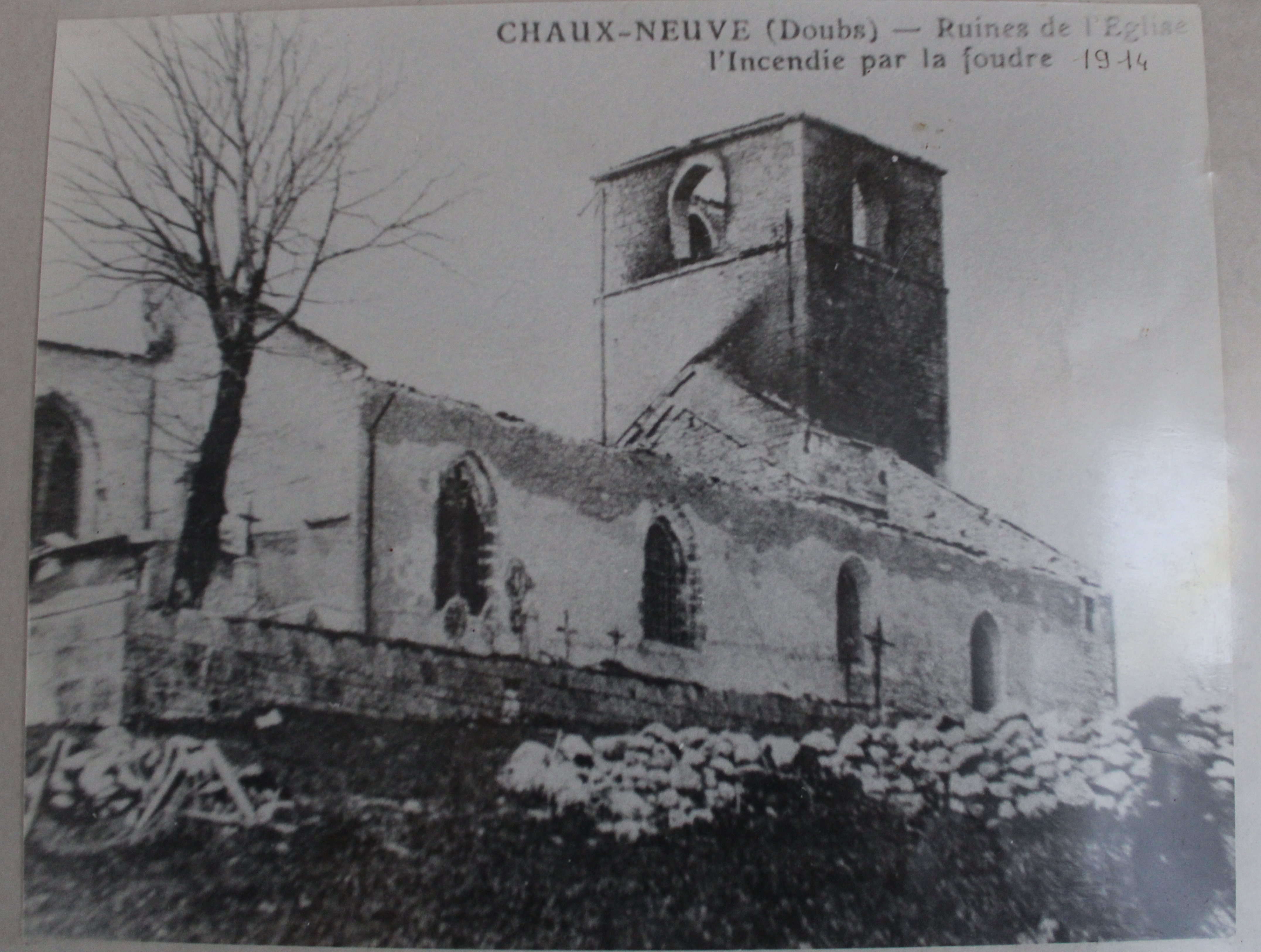
Carte postale de l'église après l'incendie de 1914.

Après avoir possédé un dôme à impériale incendié par la foudre en mai 1914, la flèche est désormais polygonale. La nef possède des voûtes en croisées d'ogives décorées d'armes des plus intéressantes allant de familles très locales (Brocard) aux plus illustres (Habsbourg)
- Armes de Pierre Brocard de la famille Brocard de Chaux-Neuve (culots d'ogive des 4e et 2e chapelle latérales droites).
- Armes de la famille de Chalon-Orange à 3 reprises (culot d'ogive 2e chapelle latérale gauche, croisées d'ogives 3e travée de la nef centrale et 2e chapelle droite).
- Armes de l'archevêque Ferdinand de Rye[2] (3e chapelle latérale gauche).
- Armes de l'archiduc Albert et de l'archiduchesse Isabelle, gouverneur de la Franche-Comté de 1595 à 1621 avec la couronne archiducale et le collier de l'ordre de la Toison d'or (croisée d'ogive du chœur).

## Mobilier
L'église possède un riche patrimoine mobilier dont certains éléments sont classés ou inscrits à titre objet aux monuments historiques:
- Une statue de saint Pierre en albâtre du XVIe siècle[5] classée à titre objet aux monuments historiques depuis le 25 mars 1938[6]
- Le mobilier classé à titre objet aux monuments historiques depuis le 27 juin 1962 concerne :
  - Le groupe sculpté de saint Joseph et l'Enfant, datant du XVIIe siècle, en bois polychrome[7]
  - Le maître-autel et les lambris de revêtement du chœur du XVIIIe siècle[8], boiseries latérales avec médaillons, datées et signées "FXB 1777"
- Deux volets polyptyques représentant La Visitation, L'Assomption, L'Annonciation, du XVIe siècle, classés à titre objet aux monuments historiques depuis le 24 juin 1975[9]
- Le mobilier du XVIIIe siècle classé à titre objet aux monuments historiques depuis le 25 juin 1982 concerne :
  - Des bancs de fidèles en sapin[10]
  - Le retable des fonts baptismaux et le tableau du Baptême du Christ[11]
  - L'autel et retable latéral droit[12]
  - Le troisième autel latéral gauche et sa décoration[13]
  - Le deuxième autel latéral gauche et sa décoration[14]
  - Le premier autel latéral gauche et sa décoration[15]
- Le mobilier du XVIIIe siècle inscrit à titre objet aux monuments historiques depuis le 10 décembre 1981 concerne :
  - Le calvaire en bois taillé[16]
  - La chaire à prêcher en orme[17] signée datée CI LOYE 1727
- Le mobilier inscrit à titre objet aux monuments historiques depuis le 28 octobre 1982 concerne :
  - La clôture de chœur en bois tourné du XIXe siècle[18]
  - Un bénitier en marbre du XVIIIe siècle[19]
- Dans le chœur un tableau d'une fidèle reproduction de la Transfiguration de Raphaël dont l'original est au Vatican. D'autres copies existent à la collégiale de Dole, à la chapelle de Bellevaux à Besançon, à la cathédrale du Puy et à la chapelle de Ceyreste vers Marseille.

### Galerie

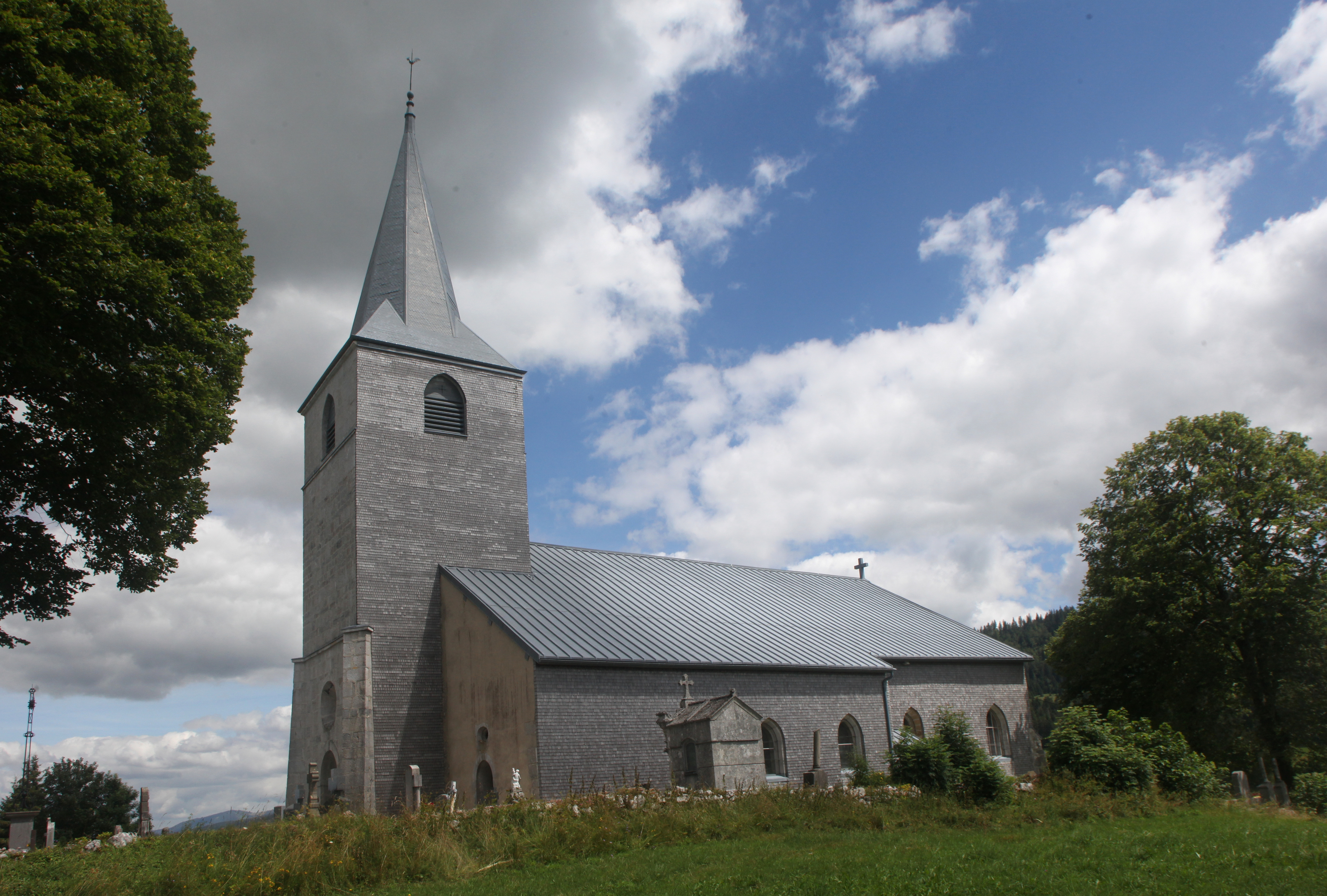
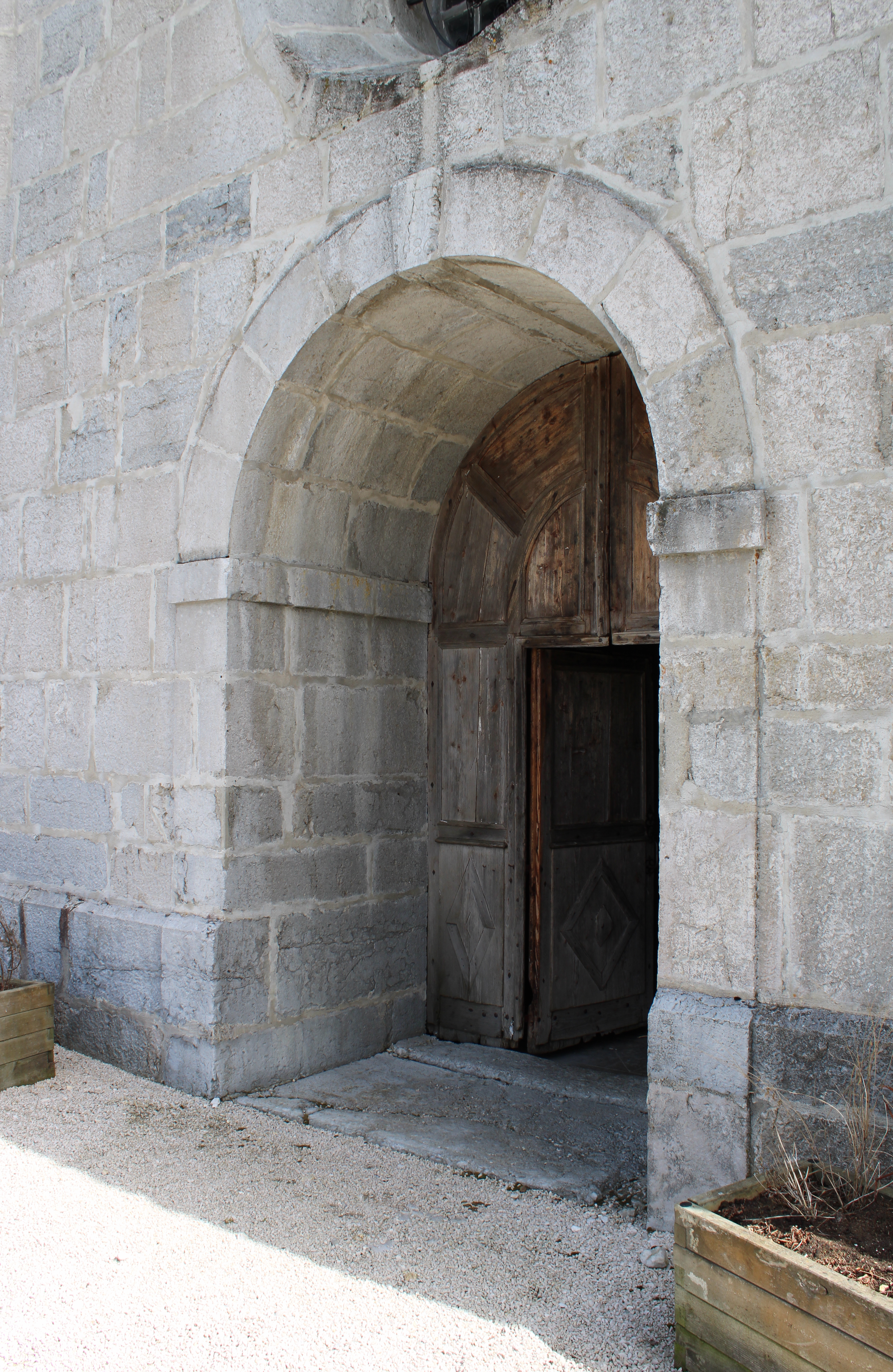
Le porche.
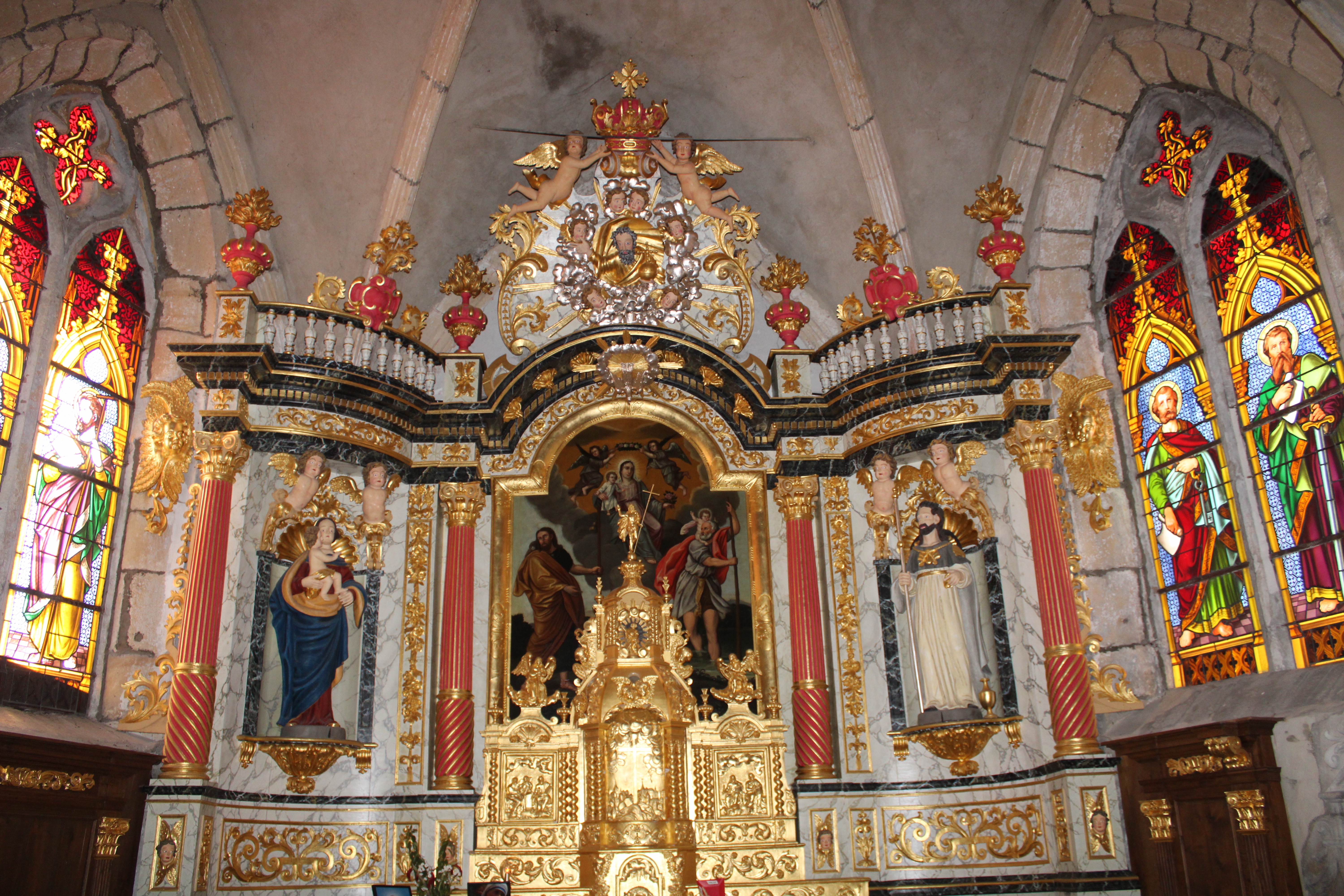
Le chevet.
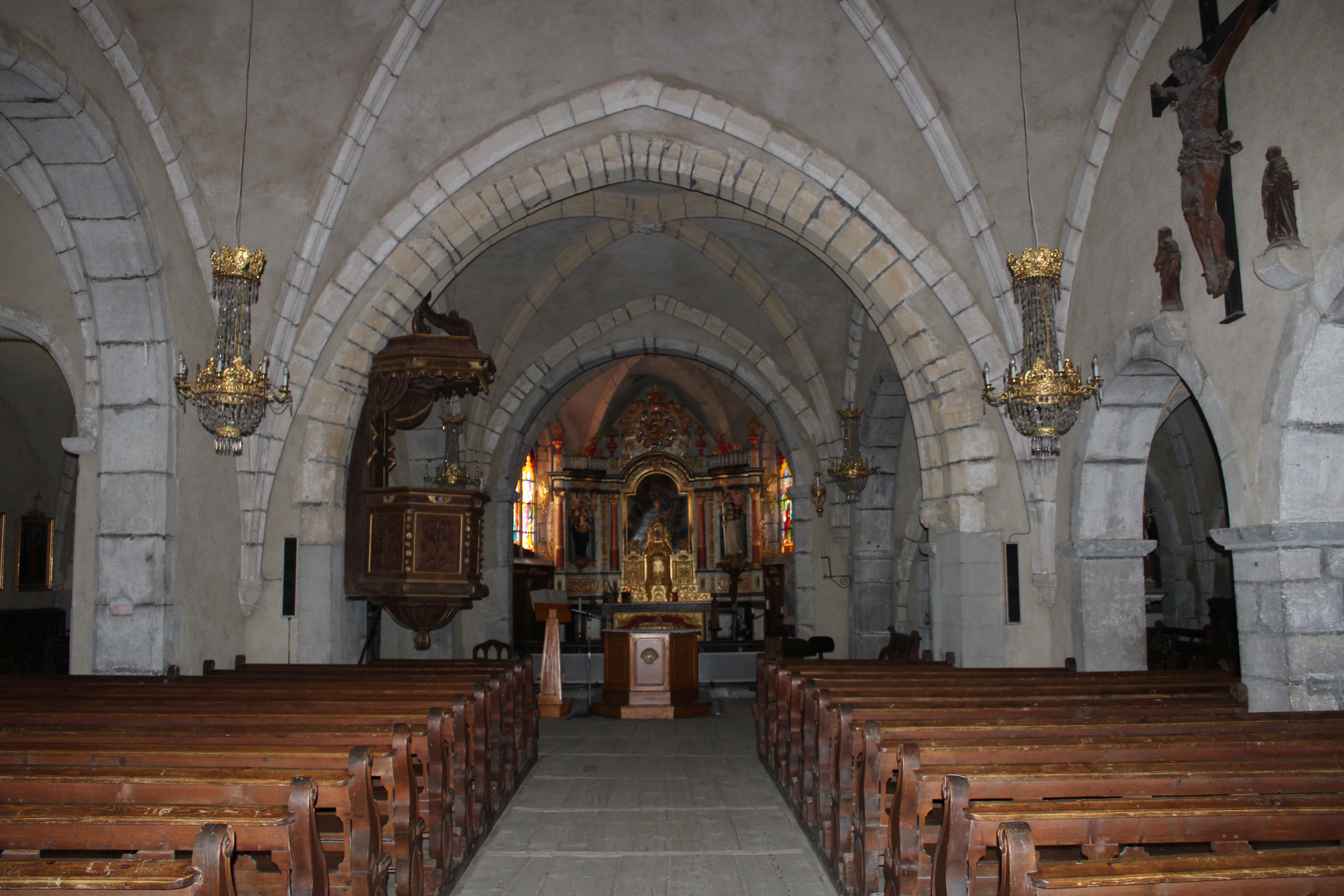
La nef.
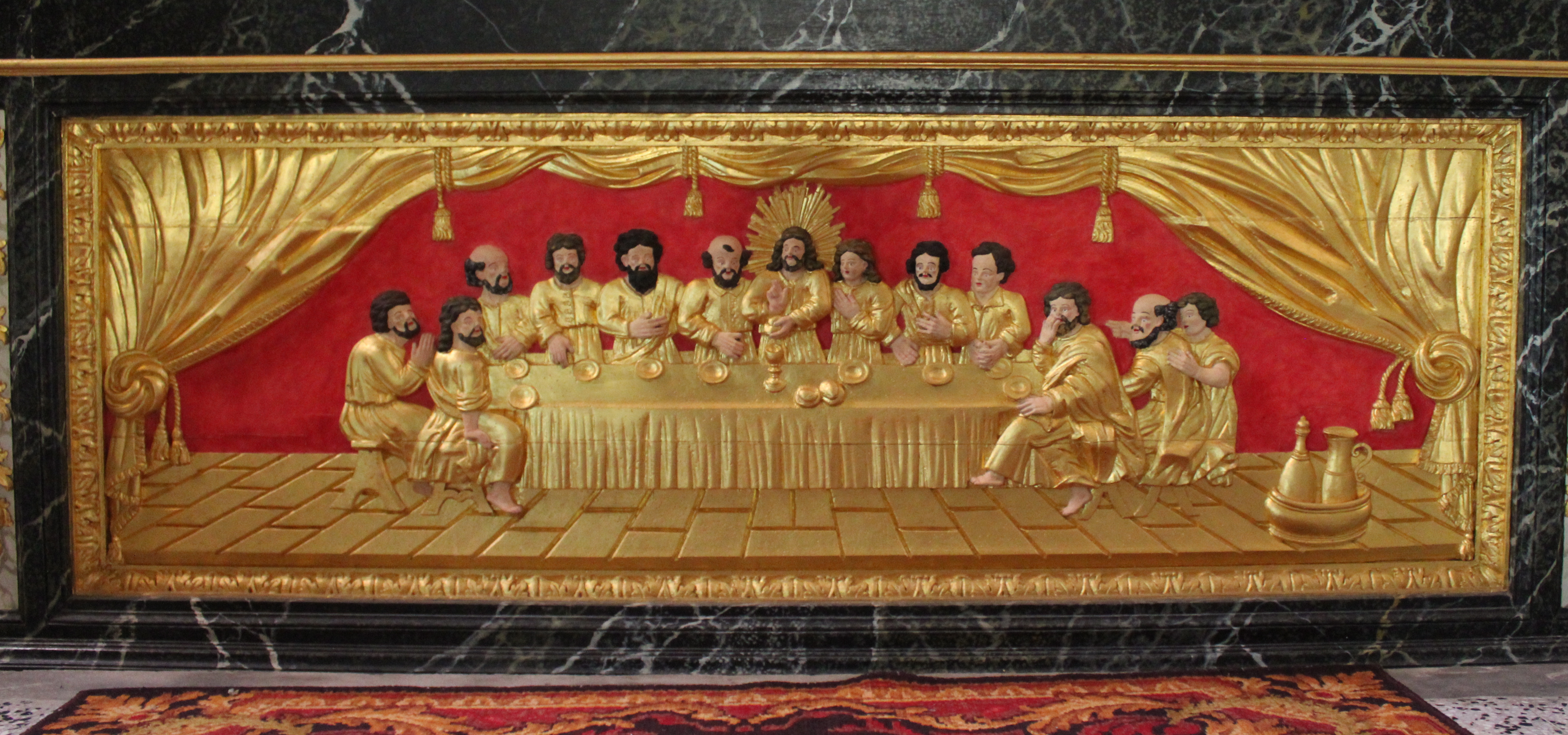
La cène.
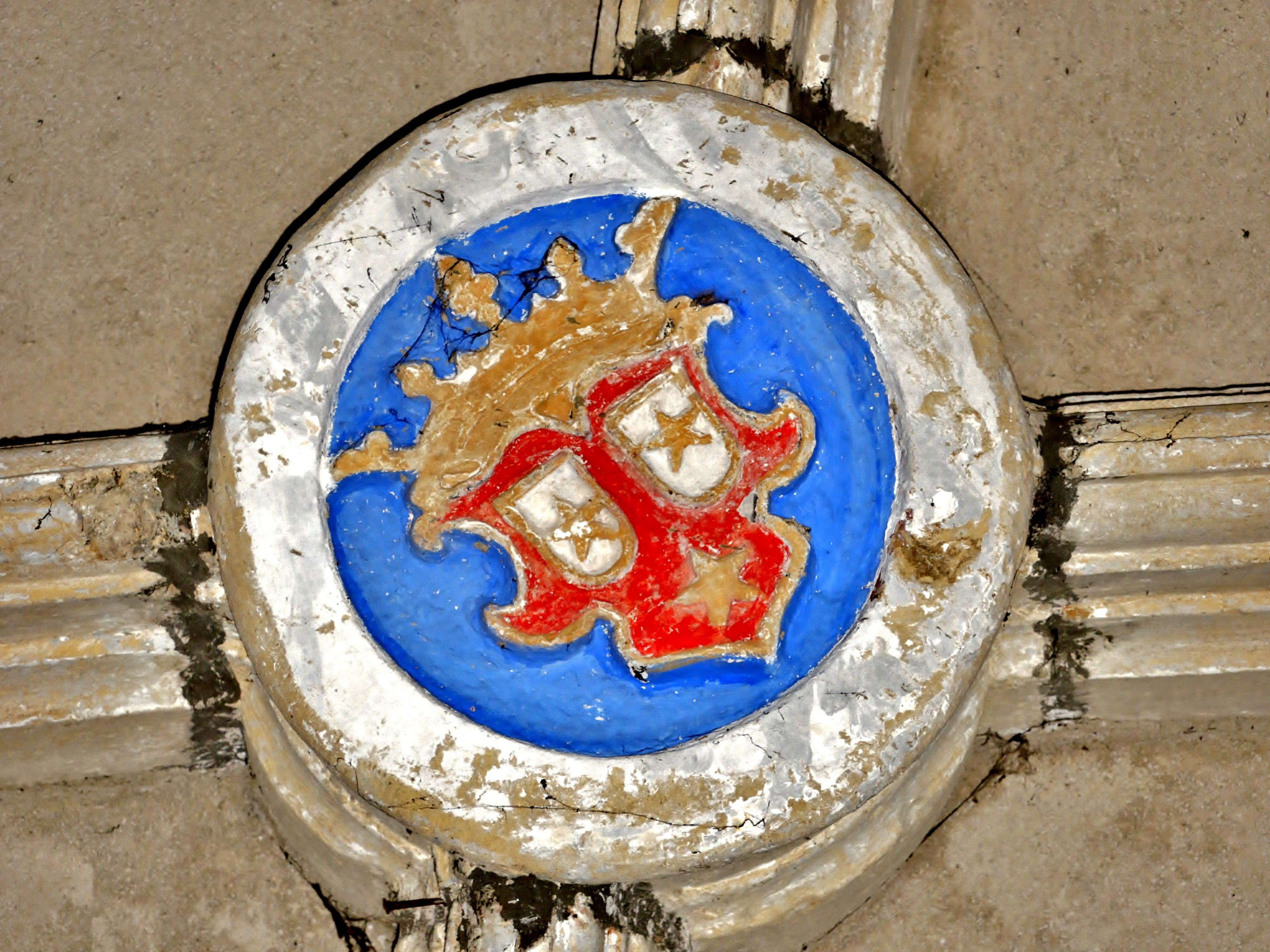
Clé de voûte.
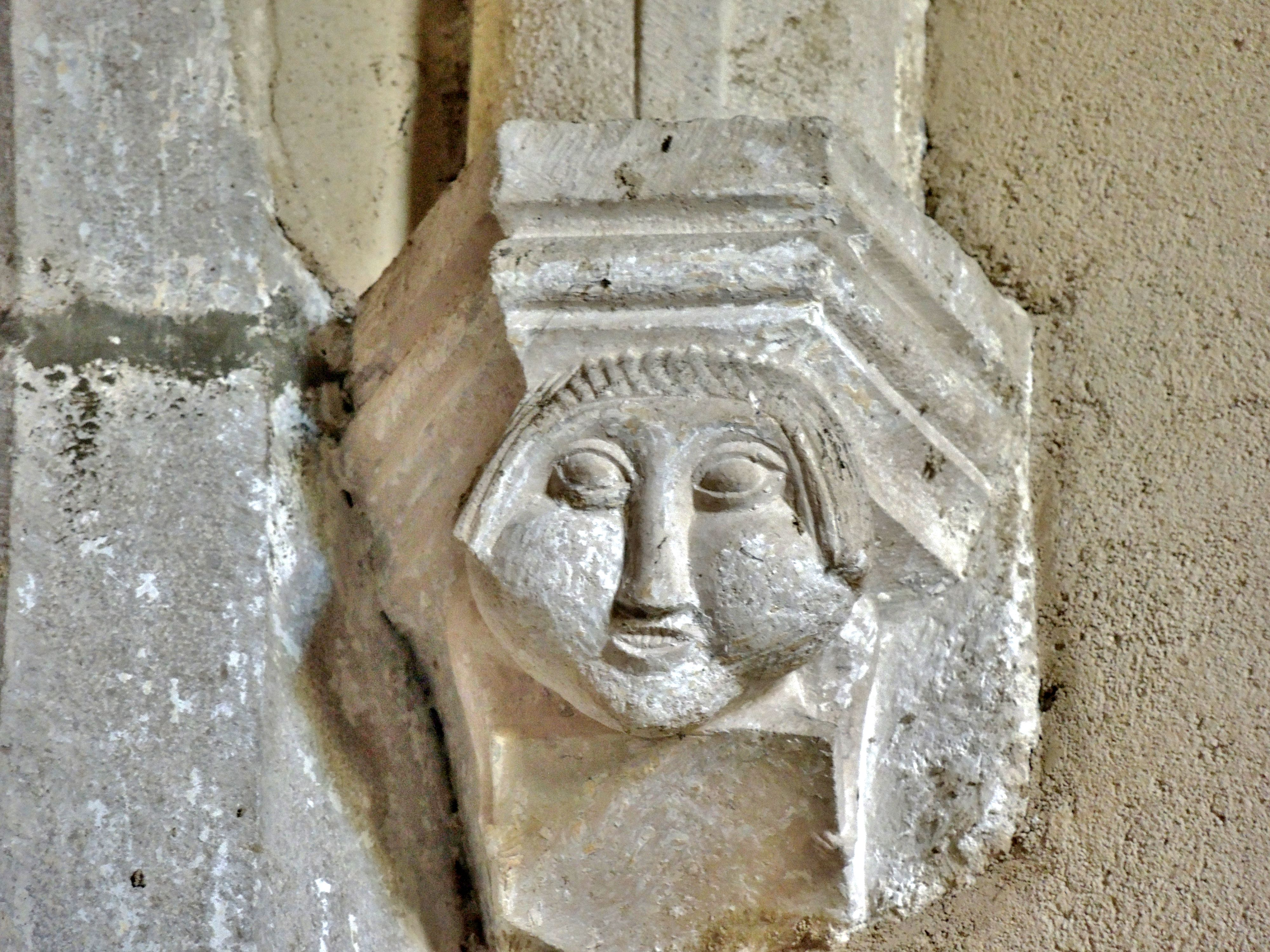
Culot d'ogive.
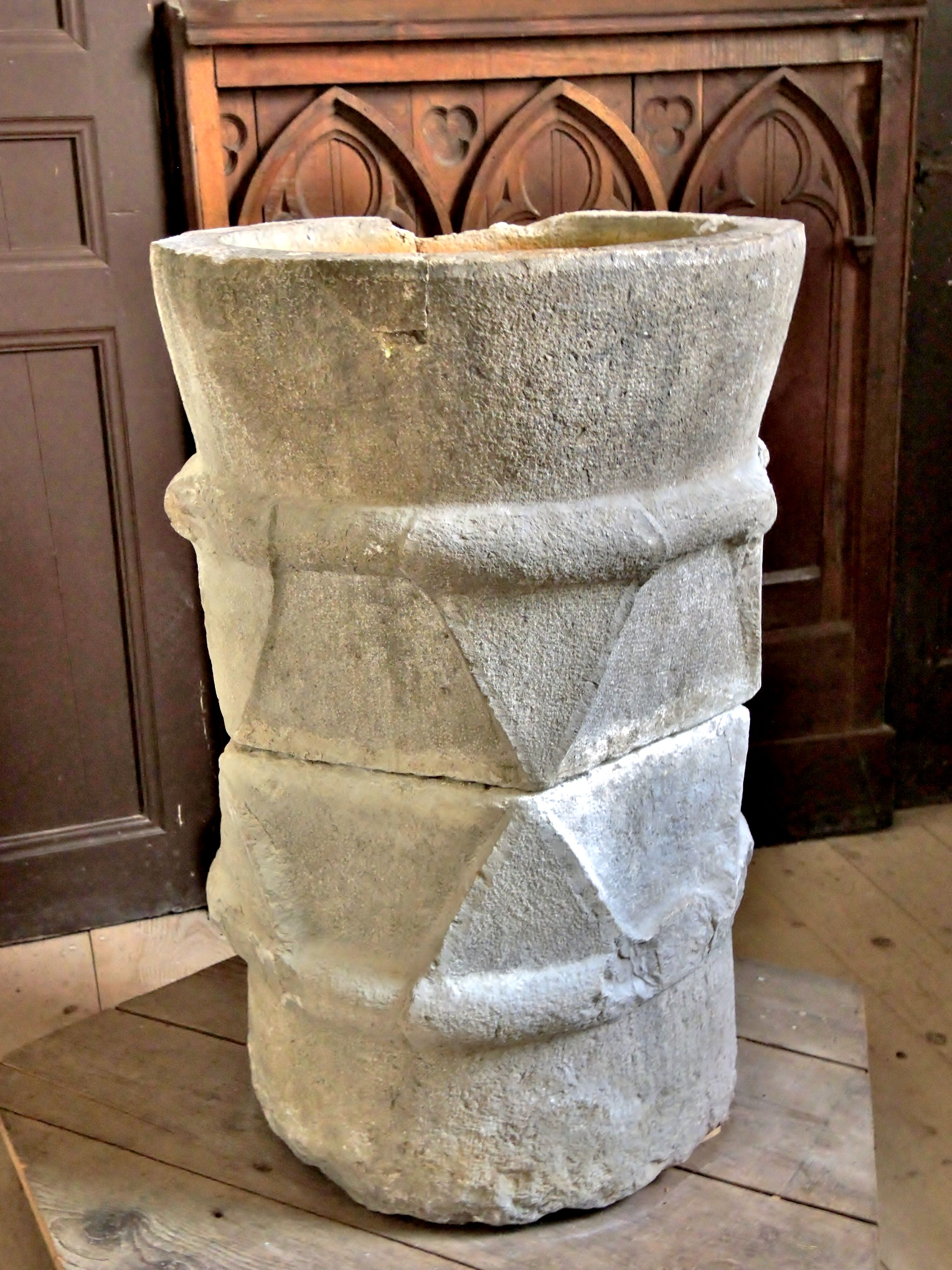
Cuve baptismale médiévale.